# Арекаєв Сергій Станіславович
Сергій Станіславович Арекаєв (рос. Сергей Станиславович Арекаев; нар. 22 вересня 1978, м. Електросталь, СРСР) — російський хокеїст, правий нападник.
Вихованець хокейної школи «Кристал» (Електросталь). Виступав за «Спартак» (Москва), «Ак Барс» (Казань), «Металург» (Магнітогорськ), «Сєвєрсталь» (Череповець), «Хімік» (Митищі), «Амур» (Хабаровськ), ХК МВД, «Нафтохімік» (Нижньокамськ), «Кристал» (Електросталь), «Молот-Прикам'я» (Перм).
Досягнення
- Срібний призер чемпіонату Росії (2004).